# Company of Heroes
Company of Heroes er et Real Time Strategy (RTS) computerspil, der handler om Dog- og Able-Company som hovedsageligt kæmpede i Normandiet, man kommer til at kæmpe fra Omaha til Hill 331. det blev annonceret 25. april 2005. Det er udviklet af den canadisk baserede RTS-veteran, Relic Entertainment.
D. 25 juni 2013 udkom efterfølgeren Company of Heroes 2.